# Штајнхојтероде
Штајнхојтероде (њем. Steinheuterode) општина је у њемачкој савезној држави Тирингија. Једно је од 89 општинских средишта округа Ајхсфелд. Према процјени из 2010. у општини је живјело 261 становника. Посједује регионалну шифру (AGS) 16061091.

## Географски и демографски подаци
Штајнхојтероде се налази у савезној држави Тирингија у округу Ајхсфелд. Општина се налази на надморској висини од 275 метара. Површина општине износи 2,5 km². У самом мјесту је, према процјени из 2010. године, живјело 261 становника. Просјечна густина становништва износи 103 становника/km².